# Ian Harding
Ian M. Harding, född 16 september 1986 i Heidelberg i Tyskland, är en amerikansk skådespelare.

## Biografi
Harding föddes i Tyskland i en militärfamilj. Hans familj flyttade till Virginia ett par år senare, där han gick med i teatergruppen i high school. Han valde sedan att fullfölja skådespeleriet vid Carnegie Mellon University. Harding har bland annat gjort rollen som Ezra Fitz i ABC Family-serien Pretty Little Liars.

## Filmografi
| Television | Television                              | Television        | Television                            |
| År         | Titel                                   | Roll              | Övrigt                                |
| ---------- | --------------------------------------- | ----------------- | ------------------------------------- |
| 2009       | NCIS: Los Angeles                       | Curtis Lacrosse   | Säsong 1, avsnitt 15: "The Bank Job"  |
| 2010       | Made In Hollywood: Teen Edition         | Sig själv         | Behind The Scene: Pretty Little Liars |
| 2010       | Hollywood is Like Highschool with Money | Jamie Hunter      | Webb-serie                            |
| 2010–idag  | Pretty Little Liars                     | Ezra Fitz         | Huvudroll                             |
| Filmer     |                                         |                   |                                       |
| År         | Titel                                   | Roll              | Övrgt                                 |
| 2009       | Deadtime Stories                        | Ryan              |                                       |
| 2009       | Adventureland                           | Wealthy Prepster  |                                       |
| 2010       | Love and Other Drugs                    | Pfizer Trainee #1 | Uncredited                            |
| Teater     |                                         |                   |                                       |
| År         | Titel                                   | Roll              | Övrigt                                |
| 2008       | The Other Shore                         |                   |                                       |
| 2009       | The London Cuckolds                     |                   |                                       |

## Priser
| Priser | Priser   | Priser             | Priser                       | Priser              |
| År     | Resultat | Pris               | Kategori                     | Nominerat arbete    |
| ------ | -------- | ------------------ | ---------------------------- | ------------------- |
| 2010   | Vann     | Teen Choice Awards | Choice Summer TV Star – Male | Pretty Little Liars |
| 2011   | Vann     | Teen Choice Awards | Choice Summer TV Star – Male | Pretty Little Liars |